# Sędowice (Sainte-Croix)
Pour les articles homonymes, voir Sędowice.
Sędowice est une localité polonaise de la gmina de Michałów, située dans le powiat de Pińczów en voïvodie de Sainte-Croix.